# Gens Ampia
La gens Ampia fue una familia plebeya de Roma, durante el último siglo de la República y en el siglo I d. C. El primer miembro de la gens en alcanzar prominencia fue Tito Ampio Balbo, que fue el primer tribuno de la plebe, luego ocupó el cargo de pretor en el 59 a. C.

## Praenomina
El único praenomen asociado con los miembros conocidos de esta gens es Tito.

## Ramas ycognomina
El único cognomen de esta gens que aparece durante la República fue Balbo, un apellido común que originalmente se refería al hábito de tartamudear. El cognomen Flaviano utilizado por otro miembro de la gens puede haber sido un apellido personal, tal vez reflejando una conexión familiar con los Flavii, ya que el hombre que lo llevó era ya de años avanzados antes de que el primero de los emperadores Flavios llegara al poder.

## Miembros
- Cayo Ampio, praefectus socium en 201 a. C., militar romano designado para comandar un ala sociorum, una unidad reclutada entre los socii. Sirvió bajo las órdenes del cónsul Publio Elio Peto durante su campaña en Galia contra los boyos. Murió en combate.[2]
- Tito Ampio Balbo, tribuno de la plebe en el 63 y pretor en el 59 a. C.
- Tito Ampio Flaviano, gobernador de Panonia durante las guerras que siguieron a la muerte del emperador Nerón, en el 69 d. C.